# Ihor Juchnowskyj
Ihor Rafajilowytsch Juchnowskyj (* 1. September 1925 in Kniahinin, Woiwodschaft Wolhynien, Polen; † 26. März 2024 in Lwiw) war ein sowjetisch-ukrainischer Physiker, Politiker und Staatsmann.

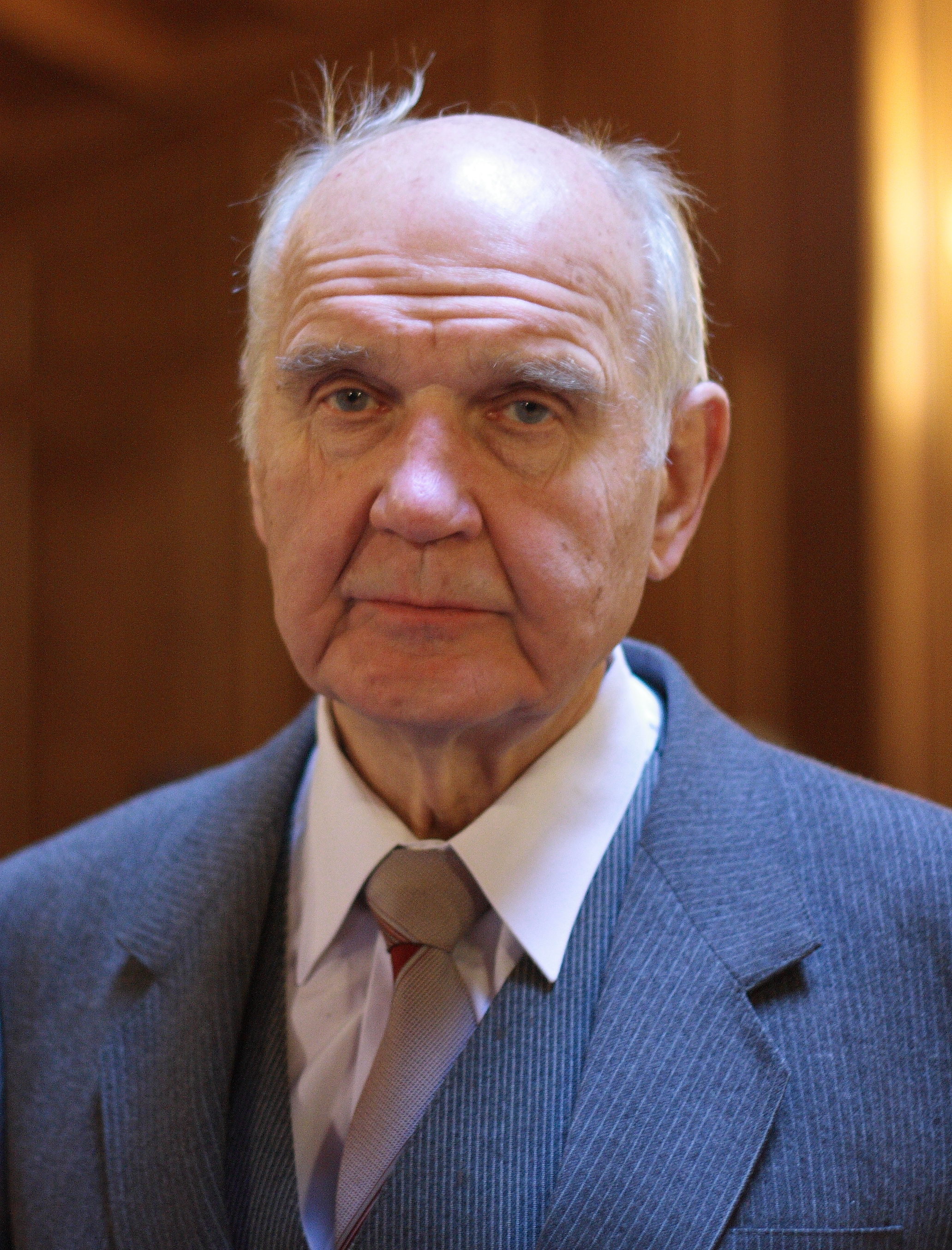
Ihor Juchnowskyj 2009

## Lebenslauf

### Jugend und Wehrdienst
Zur Welt kam Juchnowskyj als Kind einer Arbeiterfamilie am 1. September 1925 im Dorf Knjahynyne (Княгинине, polnisch Kniahinin) in Polen. Knjahynyne kam 1939 zur Ukrainischen Sozialistischen Sowjetrepublik in der Sowjetunion und gehörte zum Rajon Demydiwka der Oblast Riwne. Sein Abitur machte er 1944 in Kremenez. 1944 wurde er zur Roten Armee eingezogen und war in der Folge im Deutsch-Sowjetischen Krieg in der Ukraine, Polen und Österreich eingesetzt.

### Wissenschaftliche Karriere
Er begann 1946 ein Studium der Physik und Mathematik an der Nationalen Iwan-Franko-Universität in Lwiw, das er 1951 mit Auszeichnung abschloss. Im selben Jahr wurde er Leiter der Abteilung Theoretische Physik an der Universität Lemberg. 1954 erwarb er den akademischen Grad Kandidat der Wissenschaften mit einer Arbeit zur statistischen Mechanik von Vielteilchensystemen mit Coulomb-Wechselwirkung; Betreuer der Arbeit war Abba Glauberman. 1969 wurde er als Doktor der Physik und Mathematik (russischer Doktortitel 1965) Leiter der neu gegründeten Abteilung Statistische Theorie der kondensierten Materie. Juchnowskyj ist Autor von über 430 wissenschaftlichen Artikeln, 7 Monographien und Lehrbüchern.

### Politische Karriere
Juchnowskyj war einer der Autoren der Unabhängigkeitserklärung der Ukraine. Von 1990 bis 2006 war er Abgeordneter der Werchowna Rada, dem ukrainischen Parlament. Bei der ersten Präsidentschaftswahl in der Ukraine 1991 trat Juchnowskyj als Präsidentschaftskandidat an, erreichte jedoch lediglich 1,74 % der Wählerstimmen. Vom 6. März 1992 bis zum 27. Oktober 1992 war er, unter Präsident Leonid Krawtschuk, Leiter der Staatsduma der Ukraine, der Vorläuferinstitution des heutigen Präsidialamts der Ukraine, und vom 27. Oktober 1992 bis 17. März 1993 war er im Kabinett Kutschma Erster stellvertretender Ministerpräsident der Ukraine.

### Privates
Juchnowskyj war verheiratet, Vater von zwei Kindern (geboren 1952 und 1957) und sprach Russisch, Ukrainisch, Polnisch, Englisch und Deutsch.

## Ehrungen
1985 erhielt Juchnowskyj den Orden des Roten Banners der Arbeit. Er war Mitglied des Präsidiums der Akademie der Wissenschaften der Ukraine, Ehrendoktor des Instituts für Theoretische Physik Boholjubowa in Kiew und der Universität Lwiw.
Der ukrainische Präsident Wiktor Juschtschenko verlieh Ihor Juchnowskyj am 23. August 2005 den Titel Held der Ukraine (Staatspreis). Zudem war er Träger des Orden des Fürsten Jaroslaw des Weisen V. und IV. Klasse.
Am 1. Dezember 2016 wurde ihm der höchste Orden der Ukraine, der Orden der Freiheit verliehen.

## Schriften
- (mit Denis Hetman): The Holodomor 1932–1933 genocide against the Ukrainian people. Olena Teliha Publishing House, Kiew 2008 (englisch, obvsg.at).